# Quick (Geldkarte)

Logo von Quick

Quick war eine österreichische elektronische Geldbörse der Paylife Bank GmbH. Quick ermöglichte das Zahlen von Beträgen bis 400 Euro mittels Chipkarte ohne Unterschrift und ohne PIN-Code-Eingabe.
Quick wurde 1996 eingeführt und mit 31. Juli 2017 eingestellt.

## Zahlen zu Quick
Karten mit Quick-Funktion (Stand 2012)
- 8,5 Mio. Bankomatkarten[5]
- Rund 490.000 Quick Wertkarten

Quick-Zahlungen (2012)
- Rund 26,45 Mio. Transaktionen
- Rund EUR 110 Mio. Umsatz

## Karten
Quick war auf allen österreichischen Maestro-Karten vertreten. Dazu kamen noch die nicht-kontobezogenen Wertkarten, die von PayLife Bank GmbH entweder in neutraler Form (Quick-Wertkarten) oder im Design eines Partnerunternehmens (sogenannte Affinity-Wertkarten) ausgegeben wurden. Auch konnten zusätzliche Quick-Chips in Unternehmensausweisen integriert werden. Zusätzlich gab es rund 200.000 edu.cards (ein elektronischer Schülerausweis mit Quick Zahlungsfunktion).
Mit Quick konnten nur Zahlungen getätigt werden, die den aktuellen Saldo auf der Karte nicht überschritten. Somit konnte der Besitzer der Karte das Limit selbst festlegen, bei Verlust der Karte war jedoch der geladene Betrag verloren, die Karte konnte auch nicht gesperrt werden. Ein Vorteil dieser Zahlungsmethode war, dass nur beim Laden eine Bankbuchung mit eventuellen Zeilengebühren erfolgte, nicht hingegen beim Bezahlen, was bei direkten Terminalzahlungen der Fall ist. Die Ladevorgänge und eine gewisse Anzahl von Zahlungen wurden auf dem Chip in einem Protokoll gespeichert und konnten mit einem Chipkartenleser ausgelesen werden.
Die Ladung von Quick war bei rund 7700 Bankomaten und bankeigenen Foyerautomaten (Stand Ende 2011) möglich. Der maximale Ladebetrag betrug 400 Euro. Eine Ladetransaktion fand immer online statt, der Ladebetrag wurde dem Konto des Karteninhabers belastet und einem Pool-Konto gutgeschrieben.
Bezahlung mit Quick war bei über 68.000 PayLife Bankomat-Kassen sowie an rund 20.000 Quick Terminals möglich. Zahlungstransaktionen wurden offline vorgenommen. Der Zahlungsbetrag wurde vom Chip abgebucht und im Zahlungsterminal gespeichert. Die Umsatzeinreichung durch den Quick-Akzeptanten erfolgte über Leitung oder mittels spezieller Einreichkarten. Der Zahlungsbetrag wurde dann dem Pool-Konto belastet und dem Akzeptanten gutgeschrieben.
Quick wurde als Zahlungsmittel angenommen
- von allen PayLife Bankomat-Kassen (meist parallel zu anderen bargeldlosen Zahlungsmitteln wie Debit- und Kreditkarten).
- von öffentlich zugänglichen Automaten wie Parkscheinautomaten, Zigarettenautomaten (besonders seit der Einführung der verpflichtenden Altersüberprüfung 2007), an rund 2.200 SB-Waschmaschinen im gemeinnützigen Wohnbau,[9] Getränkeautomaten, Kopierern etc.[10]
- in geschlossenen Bereichen wie Produktionsbetrieben, Geldinstituten, Schulen, Universitäten, Krankenhäusern etc.

Ab 2011 stellten jedoch einige Betriebe auf neue Terminals um, die keine Quick-Zahlungen mehr ermöglichten, da Quick nur von wenigen Kunden genutzt worden war:
- ÖBB[11]
- SPAR[12]
- Dayli

## Kartenvarianten
Es gab die Quick-Zahlungsfunktion auf verschiedenen Kartentypen:
1. auf allen österreichischen Maestro-Bankomatkarten
2. als Quick-Wertkarte: Die Quick-Wertkarte konnte man bis zum aufgedruckten Ablaufdatum immer wieder mit dem gewünschten Betrag bis max. 400 Euro beladen und verwenden. Quick-Wertkarten waren anonym und übertragbar. Quick-Wertkarten waren im PayLife-Online-Shop, bei den österreichischen Banken oder direkt bei PayLife erhältlich.[13]
3. auf der edu.card, dem vom Bundesministerium für Unterricht, Kunst und Kultur ausgegebenen Schülerausweis: Die edu.card war verwendbar für Quick-Zahlungen in der Kantine, am Kopierer etc., für Zutrittsberechtigungen (z. B. für EDV-Räume), für Entlehnungen in der Bibliothek, für die elektronische Signatur und als Freifahrtsfunktion in Kooperation mit den Verkehrsbetrieben.
4. als Affinity Wertkarte: Diese sind von Unternehmen ausgegebene Karten. Mögliche Funktionen sind: Quick-Zahlungskarte, Mitarbeiterausweis, Lichtbildausweis, Zutrittsberechtigungskarte[14]

## Quick kontaktlos
Am 27. September 2012 präsentierte PayLife mit Quick NEU eine Hybridkarte, mit der man sowohl durch Stecken der Karte als auch kontaktlos bezahlen konnte. Die kontaktlose Quick Wertkarte ermöglichte das einfache, sekundenschnelle und sichere Bezahlen von Beträgen bis maximal 400 Euro. Das Laden der Quick Karte war an jedem Bankomaten, Foyer-Geldausgabeautomaten in den Banken und an Quick-Ladestationen mit einem Betrag bis zu maximal 400 Euro möglich. Dabei steckte man zuerst die Maestro-Bankomatkarte und wählt die Funktion „andere Karte laden“. Geplant war auch eine Lademöglichkeit für kontaktlose Quick-Wertkarten über das Internet, am Mobiltelefon oder an PayLife-Bankomat-Kassen. Beim Bezahlen mit Quick benötigte man keinen PIN-Code und keine Unterschrift, unabhängig davon, ob es sich um eine Kontaktlos-Transaktion handelte oder ob eine Transaktion durch Stecken der Karte getätigt wurde. Ab Mitte des Jahres 2013 wurden rund 3 Mio. österreichische Bankomat-Karten im Zuge des regulären Kartentausches mit Quick kontaktlos ausgestattet. Seit der Einführung von Quick kontaktlos gab es bis Ende 2012 mit mehr als 9.000 Quick-kontaktlos-Karten bereits rund 100.000 Kontaktlos-Transaktionen.
Onlinezahlungen waren in wenigen Webshops mit Quick möglich.

## Vergleichbare Systeme in anderen Ländern
In anderen Ländern existieren viele vergleichbare Systeme einer elektronischen Geldbörse, die jedoch weder untereinander noch mit dem österreichischen System kompatibel sind.
- Deutschland: Geldkarte
- Niederlande: Chipknip
- Schweiz: CASH